# تل الفخیریه
تل الفخیریة (به عربی: تل الفخیریة) یک منطقهٔ مسکونی در سوریه است.